# 新井利昌
新井 利昌（あらい としあき、1932年 - 2022年）は日本の作曲家（JASRACメンバー）。
瀬川瑛子のデビューに携わったことで知られる。元はバンドマンで、ザ・ドリフターズのオリジナルメンバーでもあった。2022年、90歳で死去。

## 在籍したグループ
- マウンテンボーイズ（1952-1955）
- ザ・ドリフターズ（1956）
- 堀威夫とスイングウエスト（1957-）
- ロス・プリモス

## 主な作品
- 石川さゆり「いつわりの部屋」
- 梶芽衣子
- 島津亜矢「愛染かつらをもう一度」「道南夫婦船」
- 瀬川瑛子「長崎の夜はむらさき」「思い直して」「涙の影法師」「函館の雨はリラ色」「みんな消えても」「たそがれ・港町」「港のジーナ」「女は泣いている」「幼なじみのブルース」「あのひとの雪国」「ここにひとりの悲しい女」「新宿落志伝」「長崎霧情」「春の海」「サッポロ霧情」「星は濡れている」「冬の小樽」「恋に死にたい」「恋はいのち」「別れたいのに」「星のブルース」
- 山田太郎
- 西尾夕紀
- 藤正樹「忍ぶ雨」
- 森昌子「津和野ひとり」
- 花咲ゆき美「哀愁本線」
- 中西りえ「恋力」